# Арима Харунобу
Арима Харунобу (1567-1612), познат и под хришћанским именом Протасио Арима, био је хришћански великаш и војсковођа у периоду Азучи-Момојама и периоду Едо.

## Биографија
Арима Харунобу био је господар поседа Арима у Шимабари, у провинцији Хизен на острву Кјушу. Примио је хришћанство 1579. и добио име Протасио Арима. У бици код Окита Навате (1584) борио се на страни победничког клана Шимазу против клана Рјузоџи. Учествовао је у јапанској инвазији Кореје (1592) са 2.000 својих људи. У бици код Секигахаре (1600) борио се на страни Токугава Ијејасуа, што му је сачувало поседе и обезбедило толеранцију хришћанима у Јапану. Због учешћа у завери Окамото Даихачија пао је у немилост шогуна и био је принуђен да изврши сепуку и уступи поседе свом сину, Арима Наозуми, а хришћанство је постало забрањена вера (1614).